# Gibson EDS-1275
Gibson EDS-1275 — двухгрифовая электрогитара компании Gibson, выпущенная в 1963 году и до сих пор находящаяся в производстве. Инструмент был популяризирован такими рок- и джазовыми музыкантами, как Джимми Пейдж и Джон Маклафлин. Она была названа «самой крутой гитарой в роке».

## История
Предшественником EDS-1275 была модель EMS-1235. С 1958 по 1961 годы эти гитары производились как обычные модели с полым корпусом, но с двойным шестиструнным грифом. С 1962 по 1967 год корпус изготавливали из цельной древесины. Модель с четырёхструнным и шестиструнным грифами была названа EBS-1250. Она имела встроенный эффект дисторшн и выпускалась с 1962 по 1968 год, а также с 1977 по 1978 год.
В 1963 году была разработана цельнокорпусная модель EDS-1275, напоминающая Gibson SG. Эта версия двухгрифовой гитары была доступна до 1968 года. EDS-1275 часто называют «SG с двойным грифом» из-за её же формы, однако грифы у EDS-1275 меньше, чем у SG. На них установлены фиксированные бриджи, против Tune-O-Matic у SG. Гитара изготавливалась в угольно-чёрном, вишнёвом и белом цвете.
В 1974 году Gibson возобновил производство гитар. На этот раз прилагались дополнительные цвета. В 1998 году производство прекратилось. После закрытия производства альпийская белая и вишнёвая версии изготавливались только в Нэшвилле до 2003 года, в Custom Shop с 2004 по 2005 и в Мемфисе в 2006 году.

## Популярность и ключевые пользователи
Модель EDS-1275, в то время никогда не продававшаяся в больших количествах, использовалась некоторыми заметными музыкантами. На обложках альбомов 1969 года Two Bugs and a Roach и The Moon is Rising видно, как чикагский блюзмен Эрл Хукер держит одну из моделей EDS-1275, а Элвис Пресли — в фильме Spinout 1966 года. Чарли Уитни пользовался EDS-1275 1966 года выпуска на протяжении всей своей карьеры в группе Family, тем самым помог популяризировать данную модель.
Пит Тауншенд выходил на сцену с EDS-1275 несколько раз, особенно во время исполнения мюзикла Tommy с группой The Who 7 июня 1970 года в Metropolitan Opera House в Нью-Йорке.

### Джон Маклафлин

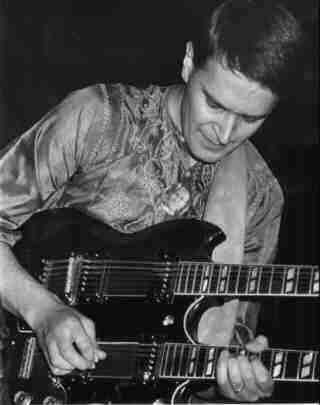
John McLaughlin, 1973

В начале 1970-х первые годы джаз-рок музыкант Джон Маклафлин играл на EDS-1275 с Mahavishnu Orchestra. Гитара, подключённая через 100-ваттный усилитель Marshall «в режиме meltdown», создавала так называемый «звук Маклафлина», попавший в журнал Guitar Player в качестве одного из «50 величайших тонов всех времен».

### Джимми Пейдж

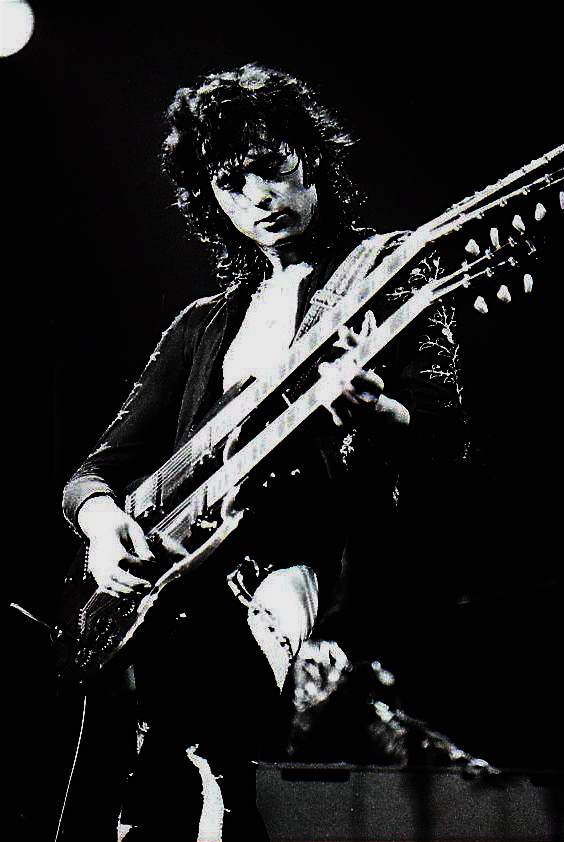
Джимми Пейдж с EDS-1275

Модель также стала популярной благодаря Джимми Пейджу из Led Zeppelin после живого исполнения песни «Stairway to Heaven». Двухгрифовая EDS-1275 устраняла необходимость переключения гитары в середине песни. Во вступлении и в первом куплете «Stairway to Heaven» он использовал нижний 6-струнный гриф. Затем перешёл на 12-струнный гриф во втором куплете, потом снова на 6-струнный во время расширенного соло, и обратно на 12-струнный в заключительной части.
К тому времени Пейдж попросил новую EDS-1275, однако подобные модели уже не выпускались. В результате Пейдж заказал вишнёвую EDS-1275 с шести- и двенадцатиструнным грифами соответственно. EDS-1275 Пейджа имел несколько иную форму корпуса текущей модели. EDS-1275 Пейджа также имеет цельный гриф из махагони вместо нынешнего с тремя кленовыми частями. Как сообщается, увеличение длительности нот поддерживается T-Top хамбакерами.
Влияние Пейджа было таково, что вслед за ним другие гитаристы также приобрели EDS-1275, включая Стива Кларка из Def Leppard, Алекса Лайфсона из Rush и Эндрю Стокдейла из Wolfmother. Эдди Ван Хален также имеет одну гитару в своей коллекции, как и Slash.

## Параметры модели
Гитара в настоящее время доставляются только через магазин Gibson Custom Shop в порядке специальных моделей. Она включает в себя два регулятора громкости и две контрольные ручки тембра, четыре звукоснимателя, по два для каждого грифа, и грифовый переключатель. К двум конечным и аппаратным комбинациям цветов и датчикам прилагаются: хромированные Heritage Cherry и золотые Antique White датчики. Общие черты этих моделей — это колки в форме тюльпана, как на более старых моделях Gibson, жемчужные инкрустации в виде параллелограмма, чёрные пикгарды, по двадцать ладов на каждом грифе (покрытые однослойной белой окантовкой по краям, традиционная черта гитар Gibson), гайки шириной 1,68 дюйма, струнодержатели TOM, стоп-бар, а также хамбакеры 490 Alnico (R) и 498 Alnico (Т). Длина мензуры составляет 24 ¾ дюйма, корпус выполнен из твердого красного дерева, а грифы из трёх частей клёна, с накладкой из палисандра.

### Именная модель Джимми Пейджа
В 2007 году Gibson выпустил именную модель гитары Джимми Пейджа EDS-1275. В общей сложности было изготовлено 250 моделей. Пейдж также сохранил один серийный номер для себя. Серийные номера со 2 по 26 были использованы и подписаны Пейджем, а номер 11 был пожертвован аукциону для благотворительных целей.

## Копии EDS-1275

### Epiphone
Epiphone (недорогое дочернее подразделение Gibson) делает версию классической двойной гитары, помечая как G-1275.

### Ibanez
Японский производитель гитар Ibanez выпускал модели под названием Double Axe с 1974 по 1976 год. Они были доступны как в формате 6 / 12, 4 / 6, так и в 6 / 6, причём на каждом грифе была нечётная конфигурация. Эта модель была доступна в вишнёвой и ореховой расцветках.

## Дополнительные ссылки
- Продукция компании Гибсон
- Гитарный гид компании Гибсон